# Rosa karaalmensis
Rosa karaalmensis — вид рослин з родини трояндових (Rosaceae).

## Опис
Кущ до 2.5 метрів заввишки. Багаторічні стебла не колючі, стебла поточного року з малими шипами до 5 мм завдовжки, біля основи двох листків, зігнуті назад. Листки непарноперисті, бічних листочків (1)2–3 пари.

## Поширення
Вид зростає в Киргизстані.